# Петтері Нуммелін
Петтері Тімо Нуммелін (фін. Petteri Timo Nummelin; 25 листопада 1972, м. Турку, Фінляндія) — фінський хокеїст, захисник. 
Вихованець хокейної школи ТПС (Турку). Виступав за «Кієкко-67», «Фрелунда» (Гетеборг), ХК «Давос», «Колумбус Блю-Джекетс», ХК «Лугано», «Міннесота Вайлд», «Лукко», «Сторгамар» та ТПС. 
У складі національної збірної Фінляндії учасник зимових Олімпійських ігор 2006 (8 матчів, 0+2), учасник чемпіонатів світу 1995, 1996, 1997, 1998, 1999, 2000, 2001, 2002, 2003, 2004, 2005, 2006, 2007, 2009 і 2010 (104 матчі, 15+49), учасник Кубка світу 1996 (1 матч, 0+0). У складі молодіжної збірної Фінляндії учасник чемпіонату світу 1992.
Досягнення
- Срібний призер зимових Олімпійських ігор (2006)
- Чемпіон світу (1995), срібний призер (1998, 1999, 2001, 2007), бронзовий призер (2000, 2006)
- Чемпіон Фінляндії (1995), срібний призер (1994)
- Чемпіон Швейцарії (2003, 2006)
- Срібний призер чемпіонату Швеції (1996).